# بنجامین وینگرتر
بنجامین وینگرتر (انگلیسی: Benjamin Wingerter؛ زادهٔ ۲۵ مارس ۱۹۸۳) بازیکن فوتبال اهل آلمان است.
از باشگاه‌هایی که در آن بازی کرده‌است می‌توان به باشگاه فوتبال وی‌اف‌آر آلن، باشگاه فوتبال شالکه ۰۴، باشگاه فوتبال یونیون برلین، و باشگاه فوتبال روت‌وایس اسن اشاره کرد.
وی همچنین در تیم‌های ملی فوتبال جوانان آلمان، و جوانان آلمان، بازی کرده‌است.